# Grado (Spanje)
Grado (Asturisch: Grau of Grao) is een gemeente in de Spaanse provincie en regio Asturië met een oppervlakte van 216,68 km². Grado telt 10.127 inwoners (1 januari 2016).
In de jaren 1930 werden 14 Romeinse gouden munten gevonden in een bos in de gemeente. In 2021 werden 209 Romeinse munten gevonden in een grot in dezelfde buurt. Het ging om munten uit de 3e tot 5e eeuw, die mogelijk werden verstopt in onzekere tijden zoals de inval van de Visigoten.

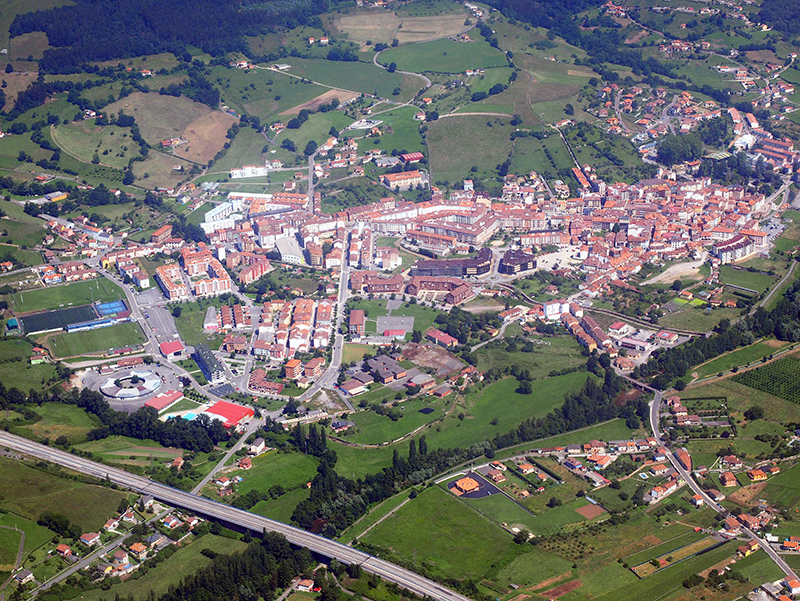
Luchtbeeld
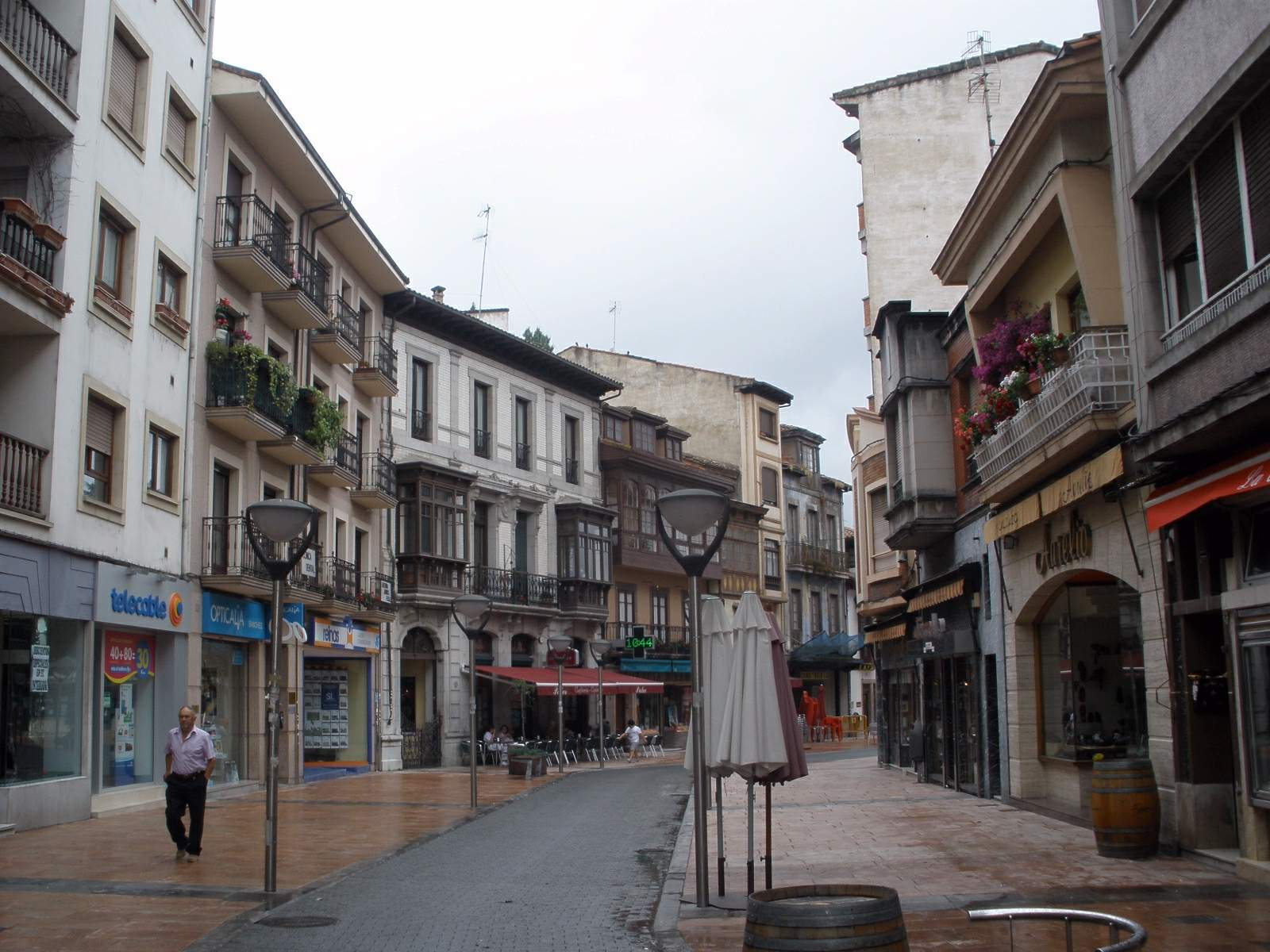
Straatbeeld
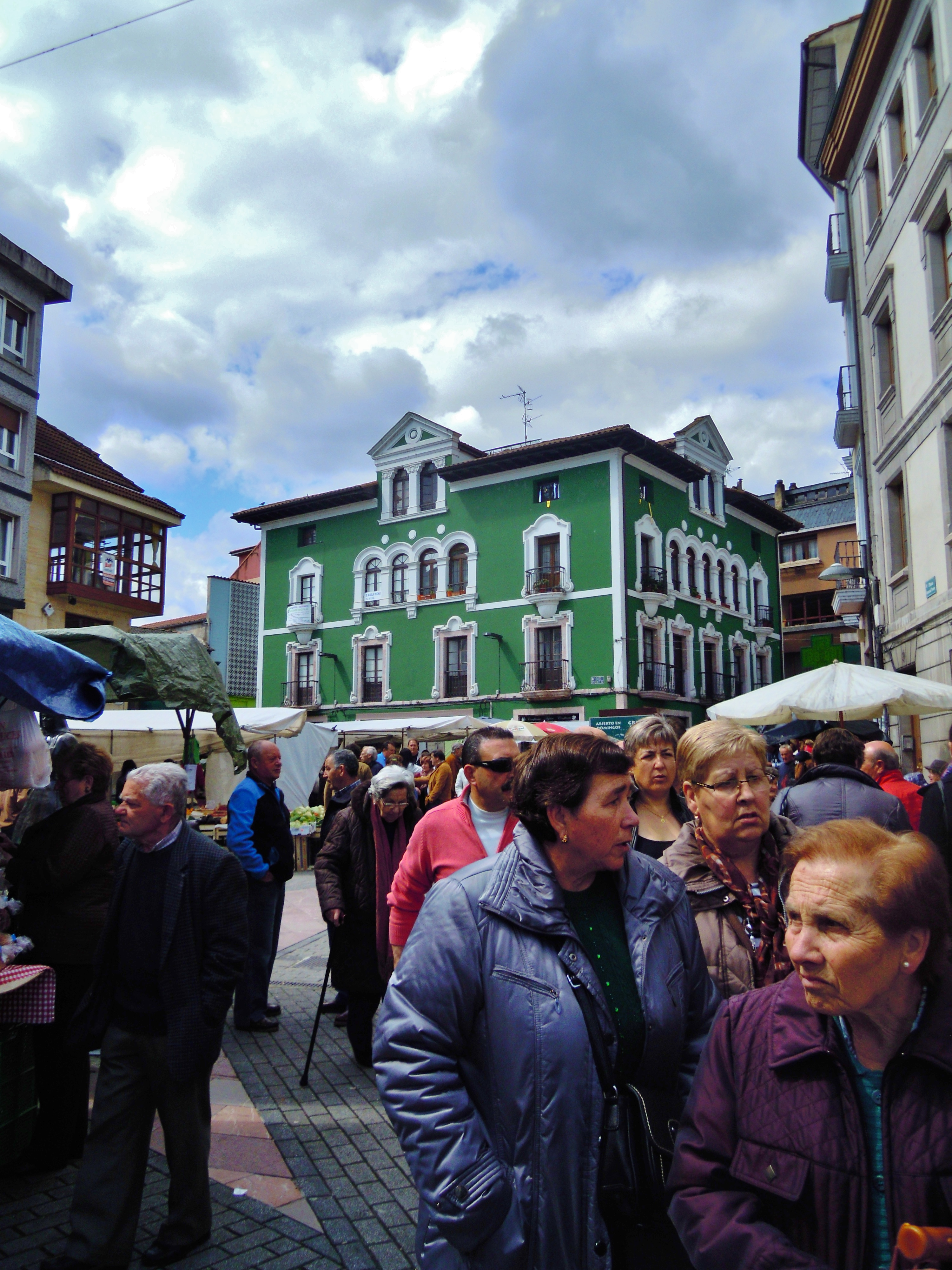
Plaza Xeneral Ponte
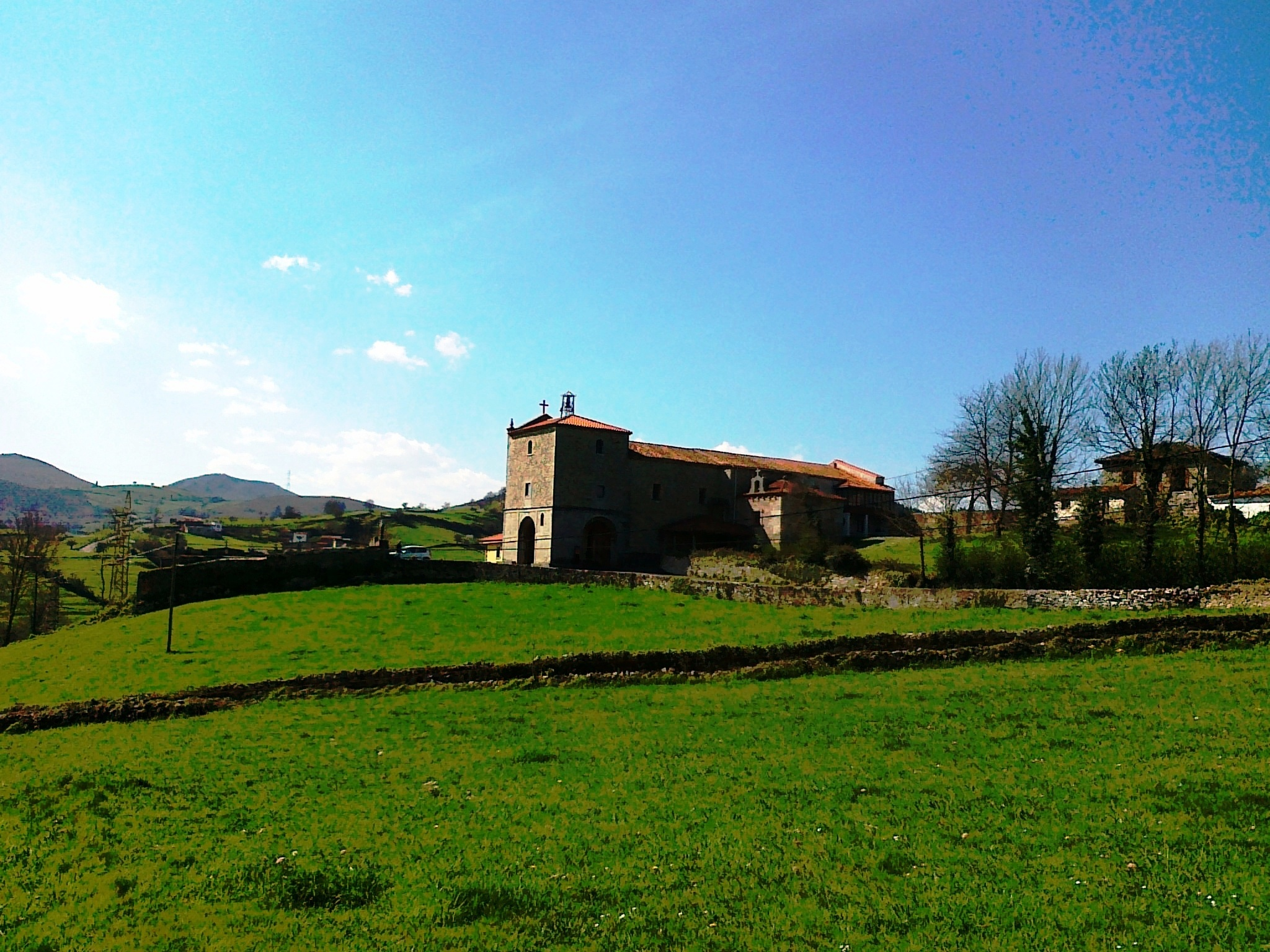
Santuario de la Virgen del Fresno

## Demografische ontwikkeling
Bron: INE; 1857-2011: volkstellingen